# HP Envy
La serie HP Envy (pronunciado "H-P-N-V", estilizado como HP ENVY), es una línea  de portátiles y otros productos fabricados y vendidos por Hewlett-Packard.
HP originalmente lanzó la línea el 15 de octubre de 2009, con dos modelos de rendimiento alto, Envidia 13 y Envidia 15. Estos modelos reemplazaron la Voodoo Envy cuándo HP y Voodoo PC se fusionaron. Después de que aquello, Hewlett-Packard expandió la serie con la adición de Envidia 14 y Envidia 17. Envidia principalmente compite contra ordenadores como Acer Aspire, Dell  Inspiron y XPS, Lenovo  IdeaPad y Toshiba  Satellite.
HP ha comercializado ordenadores de sobremesa e incluso impresoras con la marca Envy.